# Отек
Оте́к (каз. Өтек) — село у складі Хобдинського району Актюбінської області Казахстану. Адміністративний центр та єдиний населений пункт Отецького сільського округу.
До 1998 року село називалось Новоалександровка.
Населення — 367 осіб (2021; 517 у 2009, 916 у 1999, 1332 у 1989).